# Capela de Nossa Senhora do Pé da Cruz
A Capela da Nossa Senhora do Pé da Cruz é um edifício religioso, localizado na Freguesia de Alte do Município de Loulé, no Distrito de Faro, em Portugal.

## Descrição e história
A capela está situada nas imediações do Castelo de Salir, junto à localidade com o mesmo nome. Foi provavelmente edificada no século XVI.